# Les Loges (Haute-Marne)

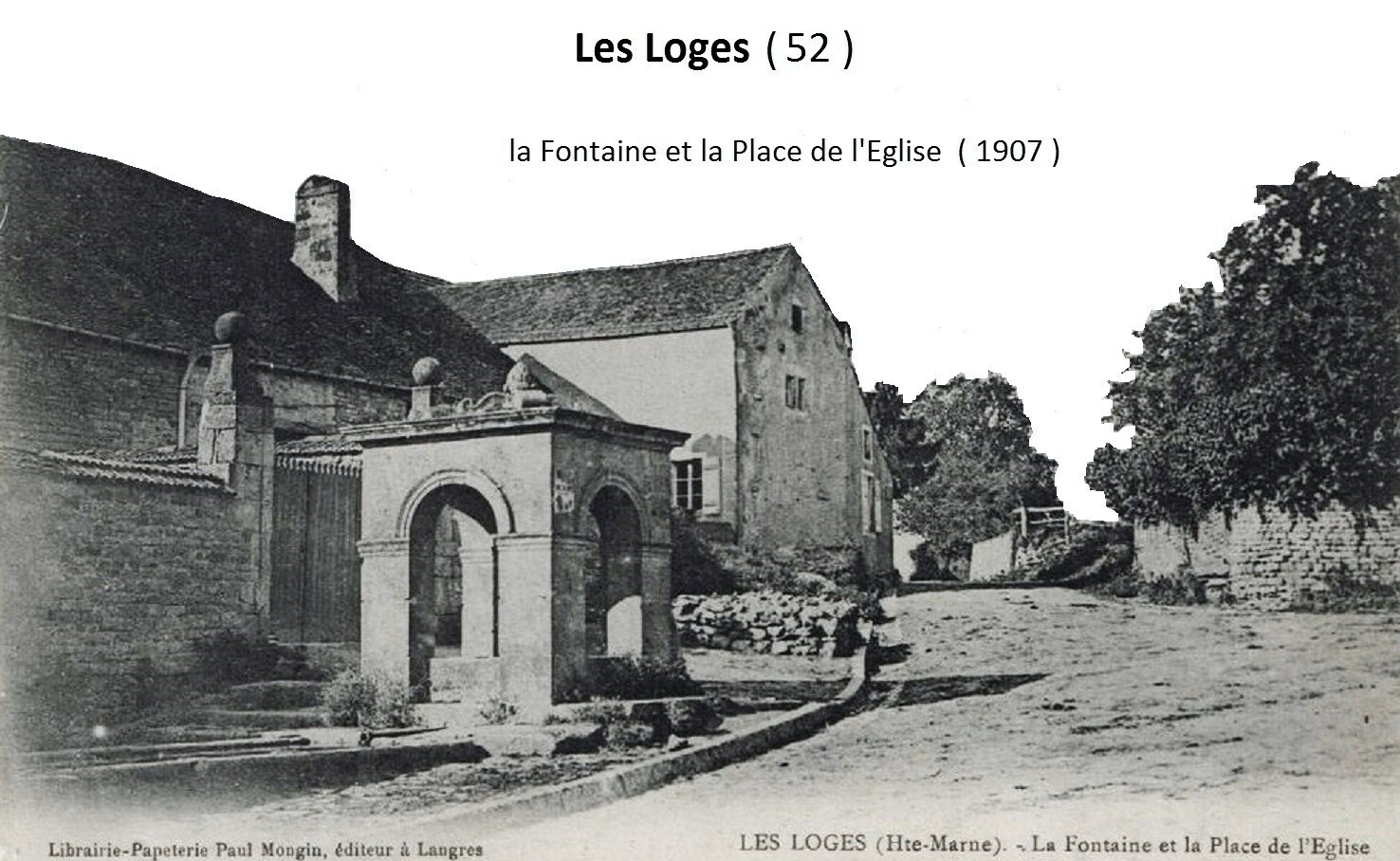
Brunnen und der Platz der Kirche (1907)

Les Loges ist eine französische Gemeinde mit 123 Einwohnern (Stand: 1. Januar 2022) im Département Haute-Marne in der Region Grand Est (vor 2016 Champagne-Ardenne); sie gehört zum Arrondissement Langres und zum Kanton Chalindrey.

## Geografie
Les Loges liegt etwa 48 Kilometer südöstlich von Chaumont. Umgeben wird Les Loges von den Nachbargemeinden Torcenay im Nordwesten und Norden, Champsevraine im Norden und Osten, Rivières-le-Bois im Süden und Südwesten, Violot im Südwesten sowie Chalindrey im Westen und Nordwesten.

## Bevölkerungsentwicklung
| Jahr                       | 1962 | 1968 | 1975 | 1982 | 1990 | 1999 | 2006 | 2011 | 2019 |
| Einwohner                  | 196  | 184  | 154  | 149  | 132  | 126  | 138  | 131  | 132  |
| Quellen: Cassini und INSEE |      |      |      |      |      |      |      |      |      |

## Sehenswürdigkeiten
- Ehemalige Abtei Grosse-Sauve aus dem 12. Jahrhundert, ihre Kapelle ist seit 1929 als Monument historique eingeschrieben
- Kirche Saint-Gaon